# Quraisch

Falke der Quraisch als Wappen der Föderation Arabischer Republiken

Die Quraisch (arabisch قريش, DMG Quraiš), im Deutschen früher auch Koreischiten genannt, sind ein arabischer Stamm, der zur Zeit des islamischen Propheten Mohammed über Mekka herrschte und bis zum Anfang der Neuzeit eine führende politische Rolle in der islamischen Welt innehatte. Nicht nur Mohammed, sondern auch viele seiner frühesten Anhänger gehörten zu diesem Stamm. Menschen, die sich als Angehörige dieses Stammes betrachten, leben heute über die gesamte Welt verteilt.

## Herkunft des Namens
Die Herkunft des Namens Quraisch ist unklar. Yāqūt ar-Rūmī (gest. 1229) diskutiert in seinem Geographischen Lexikon die folgenden Erklärungen:
- Eine Erklärung leitet den Namen von dem arabischen Verb taqarraš („Sich-Sammeln“) ab: Die Quraisch sollen nämlich in der Zeit, als Qusaiy ibn Kilāb über sie herrschte, aus der Umgebung von Mekka gekommen und sich dort versammelt haben. Yāqūt selbst hält diese Erklärung für besonders plausibel.
- Eine andere Erklärung leitet ihn von dem Verb qaraš („sammeln, erwerben, Geld haben“) ab. Er soll deswegen passend gewesen sein, weil die Quraisch weder Ackerbau noch Viehzucht trieben, sondern Händler waren.
- ʿAbdallāh ibn ʿAbbās wird mit einer Erklärung zitiert, der zufolge der Name von dem Meerestier quraiš abgeleitet ist, das die anderen Meerestiere frisst.  Quraiš wird hierbei als eine Diminutivform zu dem arabischen Substantiv qirš („Hai“) gedeutet, hat also die Bedeutung von „kleiner Hai“. Als Beleg für die Richtigkeit dieser Erklärung soll Ibn ʿAbbās auf einen altarabischen Vers verwiesen haben, der den Namen auf diese Weise deutet. Yāqūt selbst verwirft diese Erklärung als wertlos (bārid). Henri Lammens betrachtet sie als „eine beduinische Satire auf die Raubgier und den Hang zu Überfällen bei Muḥammads Stammgenossen“.[2]
- Eine weitere Erklärung, die Yāqūt für besonders plausibel hält, leitet den Namen von einem Stammesgenossen ab, der angeblich Quraisch ibn al-Hārith ibn Yachlad ibn an-Nadr ibn Kināna hieß. Er soll der Karawanenführer der Banū n-Nadr gewesen sein. Die Araber hätten gesagt: „Da kommt die Karawane von Quraisch (ʿīr Quraiš)“. Als sich die Quraisch dann von den Kināna absonderten, habe dieser Name bei ihnen die Oberhand gewonnen.

## Stellung in der vorislamischen Zeit

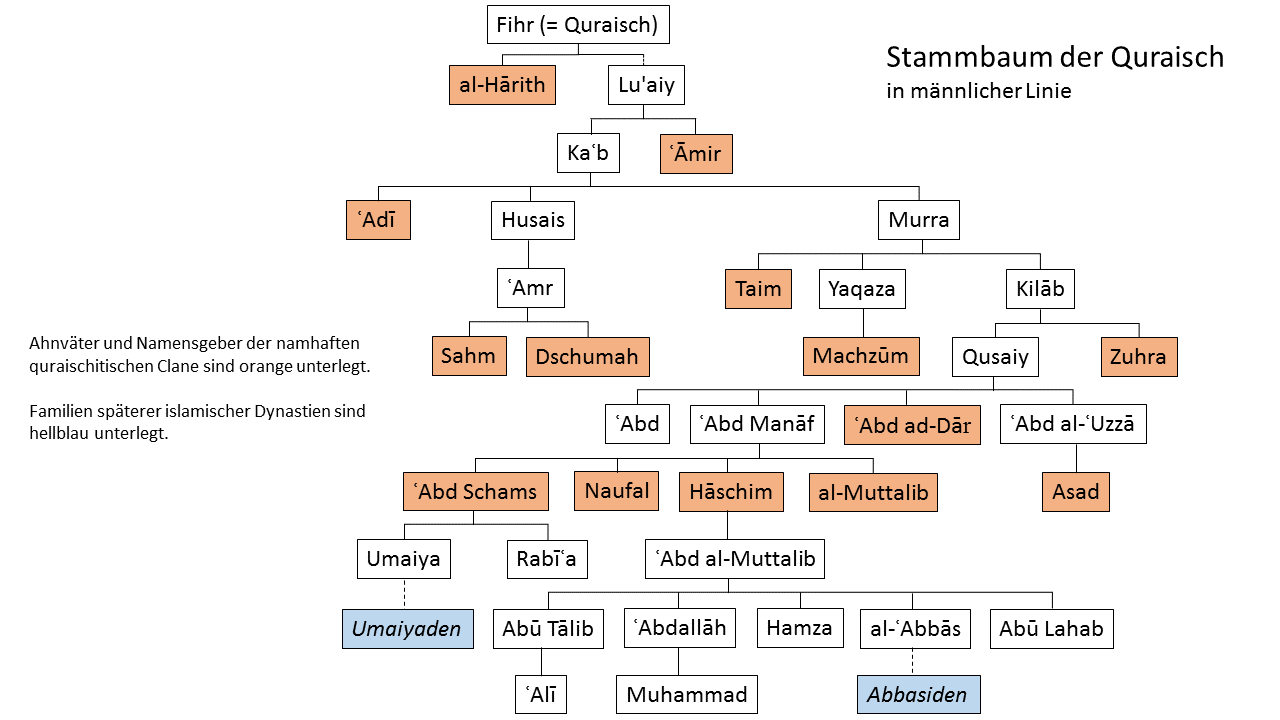

Die Quraisch werden wie einige andere arabische Stämme als Nachfahren von Mudar ibn Nizār betrachtet und gehören damit den nördlichen Arabern an, die sich auf ʿAdnān als gemeinsamen Stammvater beziehen. Zur Zeit Mohammeds waren die Quraisch bereits in verschiedene Clane aufgegliedert. Dazu gehörten die Banū l-Hārith (ibn Fihr), die Banū ʿĀmir, die Banū ʿAdī, die Banū Taim, die Banū Sahm, die Banū Dschumah, die Banū Machzūm, die Banū Zuhra, die ʿAbd (ad-)Dār, die ʿAbd Schams, die Banū Naufal, die Banū Hāschim, die Banū al-Muttalib und die Banū Asad. Innerhalb dieser Clane stellten die sechs letztgenannten als Nachkommen des Qusaiy ibn Kilāb eine Sondergruppe dar. Nach der islamischen Überlieferung war Qusaiy fünf Generationen früher außerhalb von Mekka aufgewachsen und hatte dann die Herrschaft über die Stadt dem südarabischen Stamm der Chuzāʿa entwunden. Anschließend soll er den Kult um die Kaaba neu geordnet und auch die Grenzen des Heiligen Bezirks (ḥaram) um die Kaaba genau bestimmt haben, indem er Steinmale aufstellte. Unter den Nachkommen von Qusaiy spielten wiederum die Banū Hāschim und die ʿAbd Schams mit der Untergruppe der Banū Umayya eine herausgehobene Rolle. Sie waren beide Nachkommen von Qusaiys Sohn ʿAbd Manāf und rivalisierten miteinander um die Führung der Stadt Mekka.
Eine gemeinsame politische Institution der Quraisch war der malaʾ, eine Art Senat der wichtigsten Vertreter der verschiedenen Clane, der aber fast ausschließlich beratenden Charakter hatte. Die einzelnen Clane wurden jeweils von „Schiedsrichtern“ (ḥukkām, pl. von ḥakam) angeführt. So war zum Beispiel ʿAbd al-Muṭṭalib mit seinen beiden Söhnen az-Zubair und Abū Tālib der ḥakam der Banū Hāschim, Abū Sufyān mit seinem Vater Ḥarb der ḥakam der Banū Umayya und al-Walīd ibn al-Mughīra der ḥakam der Machzūm. Wichtigste ökonomische Basis der Quraisch war der Handel. Sie unterhielten Handelsbeziehungen sowohl nach Syrien als auch nach Abessinien.
Was die religiösen Verhältnisse bei den Quraisch im frühen 7. Jahrhundert anlangt, so berichtet Ibn Ishāq, dass die Quraisch mehrere Götzen hatten, im Inneren der Kaaba Hubal und am Zamzam-Brunnen die Steinidole Isāf und Nāʾila. Jede Familie der Quraisch habe außerdem einen Hausgötzen gehabt. Wenn ein Mann auf Reisen ging, habe er sich beim Aufbruch als letzte Handlung an diesem Götzen gerieben, und auch bei der Rückkehr habe er sich als erstes wieder an diesem Götzen gerieben. Daneben gab es zwei Personen, die das Christentum angenommen hatten, Waraqa ibn Naufal, der auch als Hanīf bezeichnet wird, und ʿUthmān ibn al-Huwairith. Sie gehörten beide zu den Banū Asad.

## Die Auseinandersetzung mit Mohammed
Nach übereinstimmender islamischer Überlieferung standen die Quraisch Mohammed, als dieser in Mekka die Menschen zu seiner neuen Religion aufrief und die ersten Anhänger um sich versammelte, zunächst nicht feindlich gegenüber. Zum Bruch soll es erst gekommen sein, als Mohammed im Namen Allahs die von den Quraisch neben Allah verehrten Götter kritisierte und über die ewige Verdammnis ihrer Vorväter sprach, die im Unglauben gestorben waren. Hieraufhin soll eine Gruppe von Quraisch, die in der Stadt Ta'if Besitztümer hatte, angefangen haben, ihn zu bekämpfen, so dass Mohammed eine große Anzahl seiner ursprünglichen Anhänger wieder verlor.
Da Mohammed seine Angriffe auf die Götter der Quraisch fortsetzte, forderten diese seinen Onkel Abū Tālib auf, ihn entweder daran zu hindern oder ihnen auszuliefern. Abu Tālib hielt jedoch seine schützende Hand über Mohammed und verpflichtete sowohl die Banū Hāschim als auch die Banū l-Muttalib darauf, ihn gegen alle Angriffe zu verteidigen. Die Quraisch konnten daher nichts gegen Mohammed ausrichten, doch übten sie starken sozialen und wirtschaftlichen Druck auf seine Anhänger aus. Dieser Druck brachte schließlich einen Großteil von Mohammeds Anhängerschaft zur Auswanderung nach Abessinien. Eine diplomatische Initiative der Quraisch beim Negus, die darauf abzielte, dass dieser die Anhänger Mohammeds aus seinem Land auswies, schlug fehl.
Nachdem sich mit Hamza ibn Abd al-Muttalib und ʿUmar ibn al-Chattāb zwei weitere wichtige Männer der Quraisch zu Mohammeds Religion bekehrt und Mohammed außerdem bei den arabischen Stämmen der Umgebung Mekkas immer mehr Anhänger gewonnen hatte, verhängten die Quraisch über die Banū Hāschim und die Banū l-Muttalib einen Ehe- und Handelsboykott, der auf einem Blatt dokumentiert wurde, das man in der Kaaba aufhängte. Dieser Boykott wurde jedoch schon nach einiger Zeit wieder aufgehoben. Nachdem Abu Talib 619 gestorben war, gingen die Quraisch erheblich härter gegen Mohammed vor. Dies zwang ihn schließlich, 622 mit seinen Anhängern nach Yathrib auszuwandern.
In Yathrib bildeten die Quraisch als Auswanderer (Muhādschirūn) nur einen Teil von Mohammeds Anhängerschaft, der andere Teil waren die Ansār, Mohammeds Helfer aus diesem Ort, die vor allem den Stämmen Aus und Chazradsch angehörten. Der Kampf der Muslime in Yathrib gegen die heidnischen Mekkaner wurde als Kampf gegen die Quraisch geführt. Nach der Einnahme von Mekka im Jahre 630 kam es jedoch zu einem friedlichen Ausgleich mit den Häuptern der Quraisch, und Mohammed wurde allgemein als Führer des Stammes anerkannt. Mit der Anerkennung Mohammeds durch die anderen Stämme auf der Arabischen Halbinsel gelangten die Quraisch selbst in eine Führungsrolle gegenüber den anderen Arabern.

## Nachprophetische Zeit: Führungsrolle im islamischen Staat
Als Mohammed 632 in Medina starb, kam es unter den Prophetengefährten über die Führung der Gemeinschaft zum Streit. Die Ansār sprachen sich für Saʿd ibn ʿUbāda als neuem Anführer aus. Die Quraisch beharrten jedoch darauf, dass das von Mohammed begründete Staatswesen unter ihrer Führung fortgeführt würde. Al-Hubāb ibn al-Mundhir, ein Mann von den Ansār, der bei der Badr-Schlacht mitgekämpft hatte, schlug vor, den Streit dadurch beizulegen, dass sich Ansār und Quraisch jeweils einen eigenen Amīr wählen sollten. Die Gemeinschaft der Muslime drohte somit auseinanderzubrechen. Für die letztendliche Durchsetzung des Führungsanspruchs der Quraisch war ʿUmar ibn al-Chattāb von entscheidender Bedeutung, der dafür sorgte, dass die Prophetengefährten bei der Versammlung der Saqīfa dem Quraischiten Abū Bakr huldigten. Auch die drei nachfolgenden Kalifen, Umar ibn al-Chattab selbst, ʿUthmān ibn ʿAffān und ʿAlī ibn Abī Tālib gehörten den Quraisch an.
Mit den Charidschiten, die sich 657 nach der Schlacht von Siffin von Ali trennten, entstand zum ersten Mal eine politische Bewegung, die das Recht der Quraisch auf die Führung der islamischen Gemeinschaft bestritt. Nachdem Ali 661 von einem Charidschiten getötet worden war, setzte sich mit Muʿāwiya I. erneut ein Angehöriger der Quraisch als Herrscher durch. Muʿāwiya begründete die Dynastie der Umayyaden, die bis 749 herrschte. Während dieser Zeit kam es jedoch häufig zu charidschitischen Aufständen, und auch am Umayyadenhof selbst gab es Personen, die dem quraischitischen Anspruch auf das Imamat, also die Führung der Umma, kritisch gegenüberstanden. So meinte der Qadarit Ghailān ad-Dimaschqī, der ʿUmar ibn ʿAbd al-ʿAzīz (reg. 717–720) als Sekretär diente, dass aus der Tatsache, dass sich die Umma bisher immer auf einen Angehörigen der Quraisch geeinigt habe, nicht abgeleitet werden dürfe, dass das Imamat nicht auch einem Nicht-Quraischiten zukommen könne. Wenn die Umma sich auf ihn einige und er sich an Buch (= Koran) und Sunna halte, sei ein solcher Nicht-Quraischit durchaus für das Imamat geeignet.
Die Abbasiden, die 749 die Umayyaden beerbten, gehörten als Angehörige der Banū Hāschim ebenfalls zu den Quraisch. Ein Hadith, der wahrscheinlich von dem syrischen Traditionarier Ismāʿīl ibn ʿAiyāsch (gest. 797) verbreitet und in den Musnad von Ahmad ibn Hanbal aufgenommen wurde, beschränkt das Kalifat ausdrücklich auf die Quraisch. Er lautet: „Das Kalifat liegt bei den Quraisch, das Richteramt bei den Ansār, der Ruf zum Gebet bei den Abessiniern und die Hidschra bei den Muslimen und dann den Auswanderern“. Das Modell der Führung des islamischen Staates durch einen Imam aus dem Stamm der Quraisch wurde später durch Bücher wie al-Aḥkām as-sulṭānīya von al-Māwardī (gest. 1058) auch Teil der islamischen Staatstheorie, nach dem Ende der Abbasidendynastie im Jahre 1517 allerdings praktisch aufgegeben.
Nach Abschaffung des Osmanischen Kalifats im Jahre 1924 versuchte der Haschimit Hussein, König von Hedschas zu Mekka, unter Berufung darauf, dass er zu den Quraisch gehörte, das Kalifat für sich zu erringen, ohne jedoch allgemeine Anerkennung zu finden.
In der islamischen Welt gilt die Abstammung vom Stamm der Quraisch bis heute als ein Zeichen von Prestige. Hunderttausende von Muslimen beanspruchen eine Abstammung aus dem Stamme der Quraisch, was jedoch meistens nicht nachprüfbar ist. Der Name Quraischi ist auch heute noch keineswegs selten. Bekanntester Namensträger ist heute wohl der pakistanisch-britische Schriftsteller und Drehbuchautor Hanif Kureishi.

## Falke der Quraisch
Bei den Arabern der arabischen Halbinsel ist die Falknerei sehr verbreitet. Die Falken galten und gelten als Statussymbol und eines der Lieblingstiere der Araber. Auch vom Clan der Quraisch bzw. vom Propheten Mohammed ist ein Falke als Statussymbol bzw. Stammessiegel überliefert. Der sogenannte Falke der Quraisch ist daher in verschiedenen Varianten bis heute Wappentier mehrerer arabischer Staaten und rivalisiert in dieser Funktion mit dem Adler Saladins.